# Раян Наполеон
Раян Наполеон (англ. Ryan Napoleon, 26 травня 1990) — австралійський плавець.
Учасник Олімпійських Ігор 2012 року.
Переможець Ігор Співдружності 2010 року.
Переможець літньої Універсіади 2013 року.